# Miroslav Dostál
Miroslav Robert Dostál (Krásná, 19 febbraio 1923 – 2015) è stato un cestista cecoslovacco.

## Carriera
Con la Cecoslovacchia ha vinto l'argento al Campionato europeo del 1947.

## Palmarès
- Campionato cecoslovacco: 6

Sokol Brno I: 1945-46, 1946-47, 1947-48, 1948-49, 1950-51, 1951